# Учебный переулок (Санкт-Петербург)
Уче́бный переулок — переулок в Выборгском районе Санкт-Петербурга. Проходит от улицы Есенина до проспекта Художников.

## История названия
Название присвоено 15 июля 1974 года. C 29 октября 1984 по 27 марта 1990 года носил название улицы Вилле Песси (в память о руководителе Коммунистической партии Финляндии), после чего первоначальное название было восстановлено.

## Застройка
Застроен, в основном, крупнопанельными домами типовых проектов, а также кирпичными и бетонными «точками». Основная часть зданий по чётной стороне построена в 1974—1976 годах.
Дом 2 построен в конце 1990-х[уточнить], а дом 8, корпус 3 — в начале 2000-х годов. Оба здания выделяются на фоне окружающей застройки как размерами, так и архитектурой. Дом 2 выделяется как планировочно-пространственным решением, так и облицовкой стен — из камня и разноцветного кирпича. В этом доме конструктивно был заложен крытый паркинг, множество общественных помещений и значительные объёмы подвальных помещений.
Дом на углу проспекта Художников (№ 12 по проспекту) построен в середине 2000-х годов. Он является последним по времени постройки зданием в Учебном переулке и также выполнен по индивидуальному проекту. Его архитектурное и конструкторское решение скромное. На первом этаже есть несколько коммерческих помещений, что стало отражением общей тенденции резервировать на первых этажах помещения под магазины и офисы, которая вернулась в архитектуру города в начале 2000-х.
В 1976 году в здании по Учебному переулку дом 10, корпус 5 был открыт детский сад, построенный на средства, собранные на Ленинских коммунистических субботниках, о чём свидетельствовала мемориальная доска, укреплённая на фасаде здания. В конце 1990-х здание было передано Администрации Выборгского района и в него переехал научно-методический центр отдела образования Выборгского района. В 2010 году в связи с резким ростом количества детей в квартале было принято решение вернуть в здание детский сад. В ходе ремонта мемориальная доска с фасада была удалена и потеряна. 

## Здания и сооружения
Нечётная сторона:

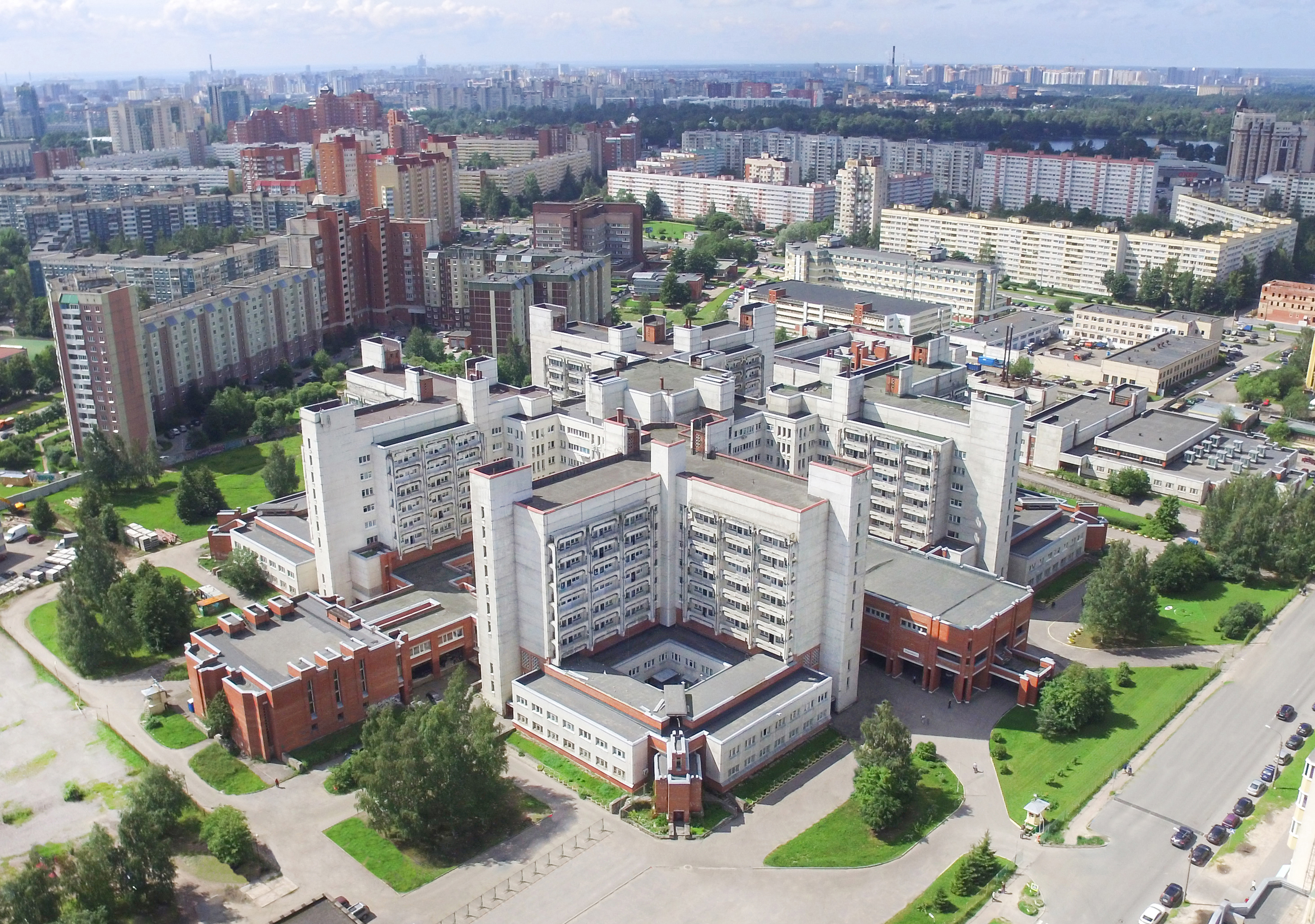
Городская многопрофильная больница № 2

- дом 1 — АТС ОАО «Северо-Западный Телеком» (СЗТ)
- дом 5:

1. ГБУЗ «Городская многопрофильная больница № 2»
2. Городское патологоанатомическое бюро
3. Лаборатория иммунологии

- дом 9 — Санкт-Петербургский медицинский колледж № 3

Чётная сторона:
- дом 2 — отдел социальной защиты населения администрации Выборгского района
- дом 8, корпус 2 — ГОУСОШ Школа № 65 Выборгского района
- дом 10, корпус 5 — научно-методический центр (НМЦ) отдела образования администрации Выборгского района (до 14 октября 2010 года) с 14 октября 2010 года ГДОУ Детский сад № 74

## Пересечения
Учебный переулок пересекает или граничит со следующими проспектами, улицами:
- улица Есенина
- проспект Художников

## Транспорт
- Метро: «Озерки» (620 м)
- Ж/д платформы: Озерки (1659 м)
- 208 автобус